# Cullen drupaceum
Cullen drupaceum là một loài thực vật có hoa trong họ Đậu. Loài này được (Bunge) C.H.Stirt. miêu tả khoa học đầu tiên.